# كارل وليامز
كارل وليامز (بالإنجليزية: Karl Williams)‏ هو لاعب كرة قدم أمريكية أمريكي، ولد في 10 أبريل 1971 في ألبيون في الولايات المتحدة.

## وصلات خارجية
- كارل وليامز على موقع مرجع كرة القدم المحترفة.كوم (الإنجليزية)